# Viscoplasticité
Ne doit pas être confondu avec Viscoélasticité.
La viscoplasticité est la théorie en mécanique des milieux continus qui décrit le comportement inélastique dépendant de la vitesse de déformation des solides.
La dépendance à la vitesse de déformation, dans ce contexte signifie que les déformations sont proportionnelles à la vitesse de chargement.
Le comportement inélastique dans le cas de la viscoplasticité est un comportement plastique ce qui signifie que le matériau subit des déformations irréversibles quand un certain niveau de chargement est atteint.

## Histoire
Les recherches sur la plasticité ont commencé en 1864 avec le travail d'Henri Tresca, Saint-Venant (1870) et Levy (1871) sur le critère de déformation maximale. un modèle amélioré pour la plasticité a été présenté par von Mises en 1913, maintenant connu sous le nom de critère de von Mises. En viscoplasticité le développement de modèles mathématiques remonte à 1910 avec la traduction du fluage primaire par la loi d'Andrade.
On peut noter la loi de Norton reliant la vitesse de fluage secondaire à la contrainte en 1929, et les travaux d'Odqvist généralisant ceux de Norton en 1934.

## Phénoménologie

Réponse contrainte-déformation d'un matériau à comportement viscoplastique à différentes vitesses de déformation. En pointillé, la réponse pour une vitesse de déformation constante. En bleu, la réponse quand la vitesse varie soudainement.

Pour une analyse qualitative, plusieurs essais caractéristiques sont réalisés pour décrire la phénoménologie des matériaux à comportement viscoplastique. Quelques exemples sont :
- essais d'écrouissage,
- essais de fluage,
- essais de relaxation,
- essais cycliques,
- essais multi-axiaux.

À partir de ces essais on tire quelques informations.
Les réponses contrainte/déformation d'un matériau à comportement viscoplastique sont semblables à celles d'un comportement plastique. On peut noter ces trois différences : 
- La vitesse de déformation influe sur les contraintes (Figure 1),
- Une variation de la vitesse de déformation a un effet immédiat,
- La notion de seuil de plasticité n'existe pas.

### Loi de Norton
La loi de Norton est une relation issue des essais de fluage.
{\displaystyle {\dot {\varepsilon }}_{p}^{*}=({\frac {\sigma }{\lambda ^{*}}})^{N^{*}}}
où :
{\displaystyle {\dot {\varepsilon }}_{p}^{*}} est la vitesse de fluage secondaire,
{\displaystyle \sigma } la contrainte,
{\displaystyle \lambda ^{*}} et {\displaystyle N^{*}} des paramètres matériaux qui dépendent de la température.

### Loi d'écrouissage - viscosité
Cette loi est un regroupement des résultats des essais caractéristiques.